# Geografia Braziliei

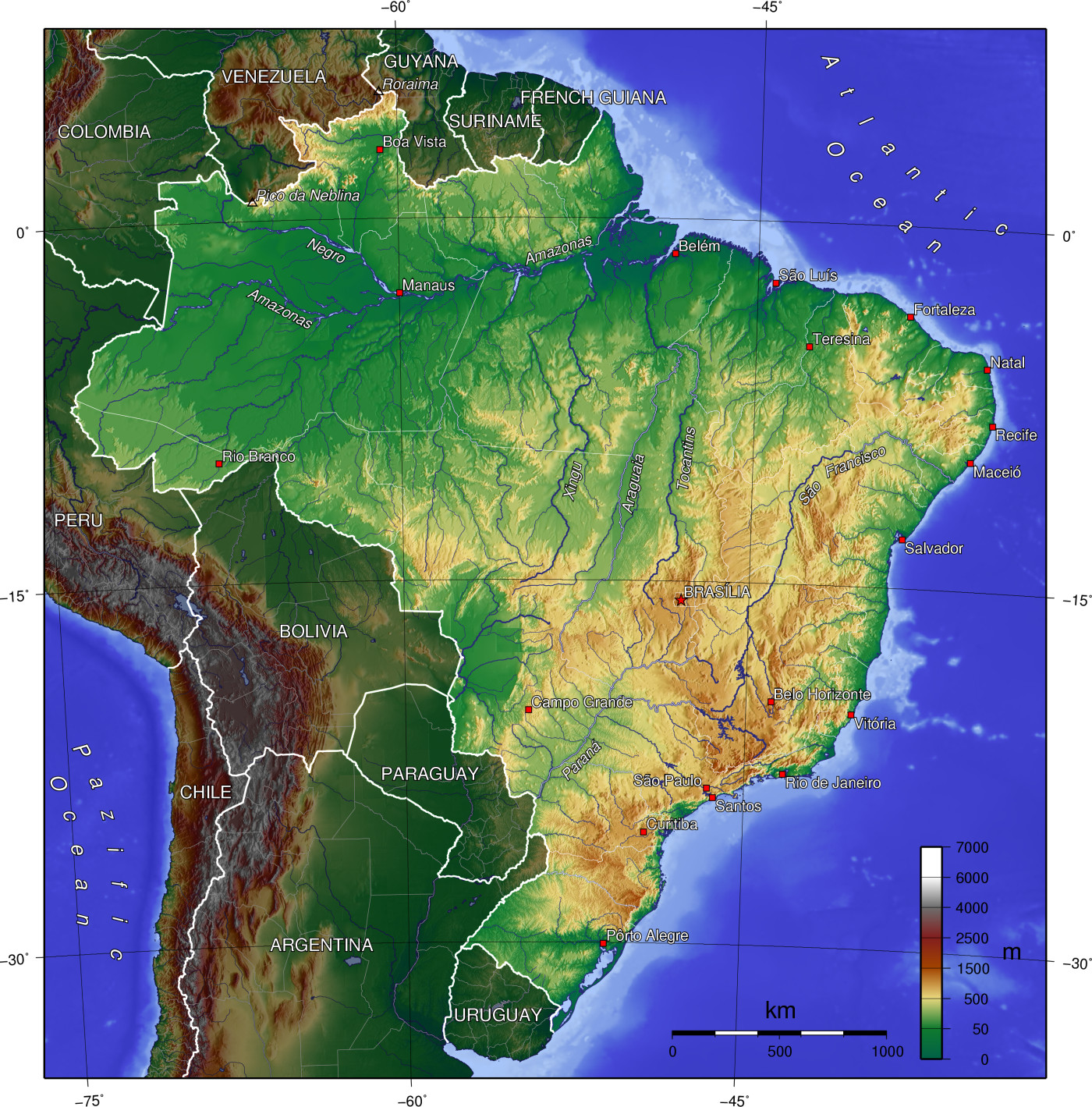

Brazilia este situată în partea central-estică a Americii de Sud. Este statul cu suprafața cea mai întinsă din America de Sud cu capitala la Brasilia. Se învecinează cu Oceanul Atlantic, Guyana, Guiana Franceză, Surinam, Columbia, Bolivia, Peru, Paraguay, Argentina, Uruguay și Venezuela.
Este una dintre cele mai întinse țări de pe glob, ocupând aproape jumătate din suprafața Americii de Sud. Este a cincea țară din lume ca mărime, după Rusia, Canada, S.U.A și China. Peisajul brazilian este dominat de Câmpia Amazonului (o imensă câmpie joasă) și de Podișul Brazilian. Podișul Mato Grosso este mai înalt decât cel Brazilian, însă cele mai mari altitudini le atinge în nord-est Podișul Guyanelor (peste 3000 m).
Relieful ei este format din câteva unități mari: Podișul Guyanelor și Câmpia Amazonului la nord, Podișul Braziliei în centru și în sud. Podișurile Guyanelor și Braziliei reprezintă două fragmente din continentul dispărut Gondwana.
Resursele naturale ale Braziliei sunt foarte diferențiate: există rezerve mari de minereuri feroase, dar și rezerve mai mici de cărbune și petrol.
Fiind foarte extinsă de la nord la sud, Brazilia are mai multe tipuri de climă. Amazonul, fluviul cu cel mai întins bazin de pe Glob, domină rețeaua hidrografică a țării. Unii afluenți ai săi (cum ar fi Rio Negro, Madeira, Parana) de asemenea străbat teritoriul brazilian.
Vegetația este reprezentată de pădurile ecuatoriale (selva) și de savane. La Rio de Janeiro se află celebra „Căpățână de zahăr” („Muntele Corcovado”).  
Colonizarea europeană a fost preponderent portugheză, ceea ce a făcut ca Brazilia să reprezinte cea mai importantă concentrare de vorbitori ai limbii portugheze din lume.
Cele două mari aglomerații urbane ale Brazilei sunt Sao Paulo și Rio de Janeiro. Brasilia, capitala statului (de patru decenii), este amplasată pe un platou înalt (la 1000 m) într-o regiune puțin populată, dar situată într-o poziție centrală a țării.